# النظام المجازي للمعرفة الإنسانية
النظام المجازي للمعرفة الإنسانية (بالفرنسية: Système figuré des connaissances humaines)‏ والذي يُعرف أحيانًا بشجرة ديدرو ودالمبرت، عبارة عن شجرة طُوِّرَت لتمثيل بنية المعرفة نفسها، أنتجها جان لو روند دالمبيرت ودنيس ديدرو للموسوعة.
كانت الشجرة تصنيفًا للمعرفة البشرية، مستوحاة من كتاب تقدم العلم لفرانسيس بيكون. الفروع الثلاثة الرئيسية للمعرفة في الشجرة هي: «الذاكرة» / التاريخ، «السبب» / الفلسفة، و «الخيال» / الشعر. من الجدير بالملاحظة حقيقة أن علم اللاهوت مرتب تحت عنوان «الفلسفة». جادل المؤرخ روبرت دارنتون بأن هذا التصنيف للدين على أنه خاضع للعقل البشري، وليس مصدرًا للمعرفة في حد ذاته (الوحي)، كان عاملاً مهمًا في الجدل الدائر حول العمل. بالإضافة إلى ذلك، لاحظ أن «معرفة الرب» ليست سوى بضع عقد بعيدًا عن «العرافة» و «السحر الأسود.»
النسخة الأصلية مكتوبة باللغة الفرنسية. تتوفر صورة للمخطط مع ترجمات إنجليزية متراكبة فوق النص الفرنسي. يتوفر مثال آخر للترجمة الإنجليزية للشجرة في الأدب.

## شجرة ديدرو ودالمبرت
«نظام مفصل للمعرفة الإنسانية» من الموسوعة.
·     الفهم
o     الذاكرة.
- التاريخ.
  - مقدس (تاريخ الأنبياء).
  - إكليركي/ كنسي.
- المدنية والقديمة والحديثة.
  - التاريخ المدني.
  - التاريخ الأدبي.
  - المذكرات.
  - التحف القديمة.
  - التاريخ الكامل.
- التاريخ الطبيعي.
  - توحيد الطبيعة.
  - التاريخ السماوي.
  - تاريخ...
     - الشهب.
     - الأرض والبحر.
      - المعادن.
     - الخضار.
    - الحيوانات.
   -   العناصر.
- انحرافات الطبيعة.
  - العجائب السماوية.
  - الشهب الكبيرة.
  - عجائب البر والبحر.
  - المعادن الوحشية.
  - الخضار الوحشية (أنظر في: أكبر النباتات، والنباتات السامة، والنباتات آكلة اللحوم).
  - الحيوانات الوحشية (أنظر في: أكبر الحيوانات، والحيوانات المفترسة).
  - عجائب العناصر (أنظر في: الكوارث الطبيعية).
- استخدامات الطبيعة (أنظر في: التكنولوجيا والعلوم التطبيقية).
- الفنون والحرف والمصنوعات.
  - العمل واستخدامات الذهب والفضة.
   - سك العملة.
   - صياغة الذهب.
   - غزل الذهب.
   - الرسم بالذهب.
   - صياغة الفضة.
   - صقال.
  - أعمال واستخدامات الأحجار الكريمة.
   - صقل الحجارة الكريمة.
   - قطع الألماس.
   - الجواهري.
  -  عمل واستخدامات الحديد.
   - تعدين كبير.
   - صياغة الأقفال.
   - صنع أداة.
   - مدرع.
   - صنع البندقية.
- عمل واستخدامات الزجاج.
   - صناعة الزجاج.
   - صناعة المرآة.
   - اخصائي نظارات.
   - مركب الزجاج.
- عمل واستخدامات الجلد.
   - دابغ الجلود.
   - صانع الشامواه.
   - تاجر جلود.
   - صنع القفازات، إلخ.
- عمل واستخدامات الحجر والجص والأردواز، إلخ.
   - العمارة العملية.
   - النحت العملي.
   - البناء.
   - صانع القراميد.
- عمل واستخدامات الحرير.
   - الغزل.
   - الطحن.
   - المخمل.
   - أقمشة مطرزة، إلخ.
- عمل واستخدامات الصوف.
   - صناعة الملابس.
   - صناعة الأغطية، إلخ.
- العمل والاستخدامات، إلخ.
·      السبب
o     الفلسفة.
- الميتافيزيقا العامة، أو الأنطولوجيا، أو علم الوجود بشكل عام، للاحتمال، وللوجود، وللمدة، إلخ.
- علم الإله.
  - اللاهوت الطبيعي.
  - اللاهوت المكشوفة.
  - علم الأرواح الصالحة والشريرة.
   - العرافة.
   - السحر الأسود.
- علم الإنسان.
  - الروحانيات أو علم الروح.
   - معقول.
   - محسوس.
  - المنطق.
   - فن التفكير.
    - الفهم.
      - علم الأفكار.
    - الحكم.
      - علم الاقتراحات.
    - الإستدلال.
      - الإستقراء.
    - الطريقة.
      - البرهنة.
       - التحليلات.
       - التركيب.
   - فن التذكر.
     - الذاكرة.
       - طبيعي.
       - اصطناعي.
         - تصور سلفا.
         - شعار.
     - ملحق للذاكرة.
       - الكتابة.
       - الطباعة.
         - الأبجدية.
         - الشيفرة.
           - فنون الكتابة والطباعة والقراءة وفك الرموز.
           - الهجاء.
   - فن التواصل.
    - علم أداة الخطاب.
      - القواعد.
       - الإشارات.
        - اللفتة.
                        - الإيمائية.
                                              - الخطاب.
                             - الشخصيات.
                      - رمز كتابي.
                      - الكتابة الهيروغليفية.
                      - شعارات النبالة أو الزخرفة.
                           - علم العروض.
                   - البناء.
                   - بناء الجملة.
                   - فقه اللغة.
                   - النقد.
                 - أصول التربية.
                  - اختيار الدراسات.
                  - أخلاق التدريس.
             - علم صفات الخطاب.
               - البلاغة.
               - ميكانيكا الشعر.
  - الأخلاق المهنية.
  - عام.
    - العلم العام للخير والشر، والواجبات بشكل عام، والفضيلة، وضرورة الفاضلة، إلخ.
  - خاص.
    - علم القانون أو الفقه.
      - طبيعي.
      - اقتصادي (انظر أيضا في القانون التجاري).
      - سياسي (انظر أيضا في القانون السياسي).
        - داخلي وخارجي (انظر أيضا في السياسة الخارجية).
       - التجارة في البر والبحر.
- علوم الطبيعة.
  - ميتافيزيقا الأجسام أو الفيزياء العامة للمدى، واللا اختراقية، والحركة، والكلمة، إلخ.
  - الرياضيات.
   - نقي.
    - علم الحساب.
     - رقمي.
     - الجبر.
       - ابتدائي.
       - متناهي الصغر.
         - التفاضلية.
         - التكاملية.
    - علم الهندسة.
      - الابتدائية (العمارة العسكرية، التكتيكات).
      - متسامي (نظرية الدورات).
   - مخلوط.
    - علم الميكانيكا.
     - علم الإحصاء.
      - احصائيات، مقالة بشكل صحيح.
      - الهيدروستاتيك.
     - الديناميكا.
      - الديناميكا، مقولة بشكل صحيح.
      - المقذوفات.
      - الديناميكا المائية.
        - المكونات الهيدروليكية.
        - الملاحة، العمارة البحرية.
   - علم الفلك الهندسي.
    - علم الكونيات.
     - علم الفلك المختص برسم الأجرام السماوية.
     - علم الجغرافية.
     - الهيدروغرافيا.
    - التسلسل الزمني.
    - مزولي.
   - البصريات.
    - البصريات، مقولة بشكل صحيح.
    - انكسار البصر، وجهة نظر.
   - مبحث المرايا.  
   - علم الصوتيات. 
   - علم الهواء المضغوط.
   - فن التخمين وتحليل الفرصة.
  - الرياضيات الفيزيائية.
  - فيزياء خاصة.
  - علم الحيوان.
   - علم التشريح.
    - بسيط.
    - مقارنة.
   - علم وظائف الأعضاء.
   - الطب.
    - النظافة الصحية.
     - حفظ الصحة، مقولة بشكل صحيح.
     - التجميلي (جراحة العظام).
     - ألعاب القوى (الجمباز).
    - علم الأمراض.
    - مصحوب بأعراض.
    - العلاج.
     - حمية.
     - عملية جراحية.
     - أدوية صيدلانية.
   - الطب البيطري.
   - إدارة الخيول.
   - الصيد.
   - صيد السمك.
   - الصيد بالباز.
  - علم الفلك الفيزيائي.
   - علم التنجيم.
    - علم التنجيم القضائي.
    - علم التنجيم الفيزيائي.
  - علم الارصاد الجوية.
  - علم الكونيات.
   - علم الأجرام السماوية.
   - علم الهواء.
   - الجيولوجيا.
   - الهيدرولوجيا.
  - علم النبات.
   - الزراعة.
   - البستنة.
  - علم المعادن.
  - الكيمياء.
   - الكيمياء، مقولة بشكل صحيح (الألعاب النارية/ الأصباغ...إلخ).
   - علم الفلزات.
   - الكيمياء القديمة.
   - السحر الطبيعي.
·     الخيال.
o     الشعر.
- مقدس ودنس.
- سردي.
  - قصيدة ملحمية.
  - قصيدة غزلية قصيرة.
  - قصيدة قصيرة بفكرة ساخرة.
  - رواية، إلخ.
- دراماتيكي.
  - مأساة.
  - كوميديا.
  - الرعوية، إلخ.
- الموعظة.
  - قصة رمزية.
(ملاحظة: يبدو أن هذا الفرع التالي ينتمي إلى كل من الشجرة السردية والدرامية كما هو مفصل من قبل الخط الذي يربط بينهما).
- الموسيقى.
  - نظري.
  - عملي (أبحث أيضًا بالتقنية الموسيقية.)
  - آلاتي موسيقي.
  - صوتي.
  - الرسم.
  - النحت.
  - النقش.